# Vilanòva del Pariatge
Villeneuve-du-Paréage, en occità Vilanòva del Pariatge,, és un municipi francès, situat al departament de l'Arieja i a la regió d'Occitània.